# Eungella nationalpark
Eungella nationalpark (Molnens land) är en nationalpark i Queensland, Australien, som ligger 858 km nordväst om Brisbane och ca. tre mil väster om Mackay, Queensland. De ursprungliga invånarna kallas för Goreng goreng folket. Reservatet är täckt av regnskog och är känt för dess näbbdjur. Mount Dalrymple, den högsta punkten i centrala Queensland (1200 m), ligger på reservatets östra sida. 